# Campeonato Asiático de Fórmula 3 de 2018
O Campeonato Asiático de Fórmula 3 de 2018 foi a temporada inaugural do Campeonato Asiático de Fórmula 3, um campeonato de automobilismo para monopostos de Fórmula 3 que contou com vários eventos, realizados em toda a Ásia. O campeonato apresentou uma mistura de pilotos profissionais e amadores, competindo em carros de Fórmula 3 que estavam em conformidade com os regulamentos de Fórmula 3 da Federação Internacional de Automobilismo (FIA) para o campeonato.
A temporada começou em 14 de julho no Circuito Internacional de Sepang e terminou em 25 de novembro no mesmo local, após quinze corridas que foram realizadas em cinco eventos.

## Equipes e pilotos
| Equipe                | N.º | Pilotos           | Status | Rodadas |
| --------------------- | --- | ----------------- | ------ | ------- |
| Chase Owen Racing     | 00  | Chase Owen        |        | 1       |
| Chase Owen Racing     | 5   | James Yu          |        | 1       |
| Super License         | 2   | Takashi Hata      | M      | Todas   |
| Super License         | 7   | Tomoki Takahashi  |        | Todas   |
| Zen-Motorsport        | 3   | Yin Hai Tao       | M      | Todas   |
| Zen-Motorsport        | 5   | James Yu          |        | 2–3, 5  |
| Zen-Motorsport        | 5   | Kang Ling         |        | 4       |
| Zen-Motorsport        | 10  | Zheng Jianian     |        | 1       |
| BlackArts Racing Team | 4   | Louis Prette      |        | Todas   |
| BlackArts Racing Team | 9   | Thomas Luedi      | M      | 3, 5    |
| BlackArts Racing Team | 32  | Presley Martono   |        | 1       |
| BlackArts Racing Team | 95  | Tom Beckhäuser    |        | 5       |
| Emc2 Racing           | 6   | Ryan Liu          | M      | 2–4     |
| SVC Asia              | 8   | Jeremy Wahome     |        | 1, 3–5  |
| Pinnacle Motorsport   | 10  | Liam Lawson       |        | 5       |
| Pinnacle Motorsport   | 55  | Daniel Cao        |        | 1       |
| Dragon HitechGP       | 11  | Charles Leong     |        | Todas   |
| Dragon HitechGP       | 27  | Raoul Hyman       |        | Todas   |
| Dragon HitechGP       | 34  | Jake Hughes       |        | 1, 3–4  |
| Dragon HitechGP       | 34  | Ben Hingeley      |        | 2       |
| Dragon HitechGP       | 34  | Harrison Scott    |        | 5       |
| Absolute Racing       | 16  | Ye Yifei          |        | 5       |
| Absolute Racing       | 29  | Akash Nandy       |        | Todas   |
| Absolute Racing       | 80  | Jaden Conwright   |        | Todas   |
| B-Max Racing Team     | 28  | Tairoku Yamaguchi | M      | 5       |
| B-Max Racing Team     | 30  | "Dragon"          | M      | 1, 3, 5 |
| MSport Asia           | 33  | Akash Gowda       |        | Todas   |

| Ícone | Status |
| ----- | ------ |
| M     | Master |

## Classificação

### Sistema de pontuação
Os pontos eram concedidos aos dez primeiros colocados.
| Posição | 1º | 2º | 3º | 4º | 5º | 6º | 7º | 8º | 9º | 10º |
| Pontos  | 25 | 18 | 15 | 12 | 10 | 8  | 6  | 4  | 2  | 1   |

### Campeonato de Pilotos
| Pos. | Piloto            | SEP1 | SEP1 | SEP1 | NIS1 | NIS1 | NIS1 | SIC | SIC | SIC | NIS2 | NIS2 | NIS2 | SEP2 | SEP2 | SEP2 | Pontos |
| ---- | ----------------- | ---- | ---- | ---- | ---- | ---- | ---- | --- | --- | --- | ---- | ---- | ---- | ---- | ---- | ---- | ------ |
| 1    | Raoul Hyman       | 3    | 2    | 3    | 5    | 1    | 3    | 2   | 8   | 2   | 2    | 2    | 2    | 5    | 3    | 5    | 227    |
| 2    | Jake Hughes       | 1    | 1    | 1    |      |      |      | 1   | 1   | 1   | 1    | 1    | 1    |      |      |      | 225    |
| 3    | Jaden Conwright   | 4    | 4    | 15   | 2    | 2    | 1    | 6   | 5   | 3   | 6    | 4    | 4    | 6    | 14   | 3    | 173    |
| 4    | Charles Leong     | 2    | 3    | 12   | 6    | 5    | 6    | 4   | 3   | 4   | 3    | 3    | 3    | 13   | 15†  | 9    | 145    |
| 5    | Tomoki Takahashi  | 6    | NC   | 4    | 3    | Ret  | 5    | 3   | 2   | 6   | 5    | 5    | 12   | 2    | Ret  | 2    | 142    |
| 6    | Akash Nandy       | 16†  | 5    | 2    | 4    | 3    | 4    | 7   | 4   | 7   | 4    | 6    | 6    | 9    | 8    | Ret  | 125    |
| 7    | James Yu          | 13   | 12   | 5    | 7    | 4    | 7    | 5   | 6   | Ret |      |      |      | 4    | 4    | 6    | 84     |
| 8    | Liam Lawson       |      |      |      |      |      |      |     |     |     |      |      |      | 1    | 1    | 1    | 75     |
| 9    | Louis Prette      | 7    | 9    | 7    | 12   | 7    | 8    | Ret | 7   | 5   | Ret  | 8    | 5    | 11   | 5    | 7    | 70     |
| 10   | Ben Hingeley      |      |      |      | 1    | Ret  | 2    |     |     |     |      |      |      |      |      |      | 43     |
| 11   | Ye Yifei          |      |      |      |      |      |      |     |     |     |      |      |      | 3    | 2    | 8    | 37     |
| 12   | Jeremy Wahome     | 8    | 6    | 9    |      |      |      | 8   | Ret | 11  | 7    | 10   | 10   | 8    | 9    | Ret  | 32     |
| 13   | Akash Gowda       | 11   | 11   | 11   | 8    | 6    | 9    | DNS | 11  | 8   | Ret  | 11   | 9    | 10   | 7    | 10   | 28     |
| 14   | Harrison Scott    |      |      |      |      |      |      |     |     |     |      |      |      | 7    | 6    | 4    | 26     |
| 15   | Chase Owen        | 5    | 7    | 6    |      |      |      |     |     |     |      |      |      |      |      |      | 24     |
| 16   | Yin Hai Tao       | 14   | 14   | 16   | 9    | 9    | 10   | 10  | 10  | Ret | 9    | 9    | 8    | 12   | Ret  | 11   | 15     |
| 17   | Ryan Liu          |      |      |      | 10   | 8    | 11   | 9   | 9   | 10  | 8    | 12   | 11   |      |      |      | 14     |
| 18   | Kang Ling         |      |      |      |      |      |      |     |     |     | 10†  | 7    | 7    |      |      |      | 12     |
| 19   | Daniel Cao        | 9    | 8    | 10   |      |      |      |     |     |     |      |      |      |      |      |      | 7      |
| 20   | Presley Martono   | 10   | 10   | 8    |      |      |      |     |     |     |      |      |      |      |      |      | 6      |
| 21   | Takashi Hata      | 12   | 13   | 13   | 11   | Ret  | 12   | Ret | 12  | 9   | Ret  | Ret  | DNS  | 16   | 13   | 13   | 2      |
| 22   | Tom Beckhäuser    |      |      |      |      |      |      |     |     |     |      |      |      | 15   | 10   | 14   | 1      |
| 23   | "Dragon"          | 15   | 16   | Ret  |      |      |      | 11  | 13  | 12  |      |      |      | 17   | Ret  | 15   | 0      |
| 24   | Tairoku Yamaguchi |      |      |      |      |      |      |     |     |     |      |      |      | 14   | 11   | 12   | 0      |
| 25   | Thomas Luedi      |      |      |      |      |      |      | 12  | 14  | 13  |      |      |      | 18   | 12   | Ret  | 0      |
| 26   | Zheng Jianian     | Ret  | 15   | 14   |      |      |      |     |     |     |      |      |      |      |      |      | 0      |
| Pos. | Piloto            | SEP1 | SEP1 | SEP1 | NIS1 | NIS1 | NIS1 | SIC | SIC | SIC | NIS2 | NIS2 | NIS2 | SEP2 | SEP2 | SEP2 | Pontos |

| Cor      | Resultado                      |
| -------- | ------------------------------ |
| Ouro     | Vencedor                       |
| Prata    | 2º lugar                       |
| Bronze   | 3º lugar                       |
| Verde    | Terminou, nos pontos           |
| Azul     | Terminou, sem pontos           |
| Azul     | Terminou, sem classificar (NC) |
| Púrpura  | Retirou-se (Ret)               |
| Vermelho | Não qualificado (NQ)           |
| Vermelho | Não pré-qualificado (NPQ)      |
| Preto    | Desqualificado (DSQ)           |
| Branco   | Não largou (NL)                |
| Branco   | Desistência (WD)               |
| Branco   | Corrida cancelada (C)          |
| Sem cor  | Não participou (NP)            |
| Sem cor  | Excluído (EX)                  |

Notas:
- † — Pilotos que não terminaram a corrida mas foram classificados pois completaram 75% da corrida.

### Copa Masters
| Pos. | Piloto            | SEP1 | SEP1 | SEP1 | NIS1 | NIS1 | NIS1 | SIC | SIC | SIC | NIS2 | NIS2 | NIS2 | SEP2 | SEP2 | SEP2 | Pontos |
| ---- | ----------------- | ---- | ---- | ---- | ---- | ---- | ---- | --- | --- | --- | ---- | ---- | ---- | ---- | ---- | ---- | ------ |
| 1    | Yin Hai Tao       | 14   | 14   | 16   | 9    | 9    | 10   | 10  | 10  | Ret | 9    | 9    | 8    | 12   | Ret  | 11   | 276    |
| 2    | Takashi Hata      | 12   | 13   | 13   | 11   | Ret  | 12   | Ret | 12  | 9   | Ret  | Ret  | DNS  | 16   | 13   | 13   | 193    |
| 3    | Ryan Liu          |      |      |      | 10   | 8    | 11   | 9   | 9   | 10  | 8    | 12   | 11   |      |      |      | 192    |
| 4    | "Dragon"          | 15   | 16   | Ret  |      |      |      | 11  | 13  | 12  |      |      |      | 17   | Ret  | 15   | 96     |
| 5    | Thomas Lüdi       |      |      |      |      |      |      | 12  | 14  | 13  |      |      |      | 18   | 12   | Ret  | 62     |
| 6    | Tairoku Yamaguchi |      |      |      |      |      |      |     |     |     |      |      |      | 14   | 11   | 12   | 61     |

| Pos. | Equipe                | Pontos |
| ---- | --------------------- | ------ |
| 1    | Dragon HitechGP       | 545    |
| 2    | Absolute Racing       | 333    |
| 3    | Super License         | 144    |
| 4    | Zen-Motorsport        | 101    |
| 5    | Pinnacle Motorsport   | 82     |
| 6    | BlackArts Racing Team | 77     |
| 7    | Chase Owen Racing     | 34     |
| 8    | SVC Asia              | 32     |
| 9    | MSport Asia           | 28     |
| 10   | Emc2 Racing           | 14     |
| 11   | B-Max Racing Team     | 0      |